# Philippa Coulthard
Philippa Coulthard (née le 25 novembre 1992 à Brisbane) est une actrice australienne.
Elle est surtout connue pour avoir joué le rôle de Jorjie Turner dans le spin-off de la série Doctor Who : K-9  et le personnage principal Amber Mitchell dans Lightning Point.

## Biographie
Philippa Coulthard a étudié à Hillbrook Anglican School à Brisbane, et a commencé à jouer sur scène en 1996, quand elle avait quatre ans, et prenait des cours de danse à Promenade Dance School. En 2015, elle joue Clare Morgan dans le téléfilm Now Add Honey au côté de son ancienne partenaire de Lightning Point, Lucy Fry.
En 2017, elle rejoint le casting de The Catch et joue le rôle de Tessa Riley, la fille de Margot et Ben.

## Filmographie
| Année     | Titre                            | Rôle           | Notes                                  |
| --------- | -------------------------------- | -------------- | -------------------------------------- |
| 2007      | Unfinished Sky                   | Rose           |                                        |
| 2009-2010 | K-9                              | Jorjie Turner  | Série TV, personnage principal         |
| 2012      | Bikie Wars: Brothers in Arms     | Leanne         | Série TV, invitée (épisodes 1x05-1x06) |
| 2012      | Lightning Point                  | Amber Mitchell | Série TV, personnage principal         |
| 2013      | After the Dark                   | Poppie         | Film                                   |
| 2017      | Annabelle 2 : La Création du mal | Nancy          | Film                                   |
| 2017      | Howards End                      | Helen Schlegel | Série TV, personnage principal         |